# Rhitymna ambae
Rhitymna ambae là một loài nhện trong họ Sparassidae.
Loài này thuộc chi Rhitymna. Rhitymna ambae được Peter Jäger miêu tả năm 2003.